# 서은우
서은우(1991년 2월 11일 ~ )는 대한민국의 배우이다.

## 학력
- 동국대학교 영상대학원 영화영상제작학과

## 출연작

### 드라마
- 2017년  JTBC 금토드라마  《청춘시대 2》 ... 홍자은 역
- 2017년  KBS2 월화 미니시리즈  《저글러스》 ... 도도희 역
- 2018년  tvN 주말 미니시리즈  《화유기》 ... 하선녀 역
- 2018년  JTBC 월화 미니시리즈 《으라차차 와이키키》 ... 지수 역
- 2018년  SBS 수목 미니시리즈 《훈남정음》 ... 안인정 역
- 2018년  채널A 금요 미니시리즈 《열두밤》 ... 운혜란 역
- 2019년  OCN 수목 미니시리즈 《빙의》... 김지항 역
- 2019년  MBC 월화 미니시리즈 《검법남녀 2》 ... 차주희 역
- 2020년  OCN 주말 미니시리즈 《본 대로 말하라》 ... 윤정 역
- 2020년  MBC 수목 미니시리즈 《내가 가장 예뻤을 때》 ... 윤지양 역
- 2021년  tvN 드라마 스테이지 《드라마 스테이지 - 러브 스포일러》 ... 정이현 역
- 2023년  MBC 금토 미니시리즈 《넘버스 : 빌딩숲의 감시자들》 ... 은석민 역

### 영화
- 2020년  영화  《어떤 관계》

### 뮤직비디오
- 매드타운 - 빈칸
- 임재호 - 이별이라 하기엔
- 라디 - 싶은데